# Marcelino Pérez
Marcelino Pérez Ayllón (Sabadell, Barcelona 13 de agosto de 1955), conocido futbolísticamente como Marcelino es un exjugador internacional español de fútbol. Tras su retirada ejerce como entrenador. Jugó como defensa y desarrolló casi toda su trayectoria deportiva en el Atlético de Madrid.

## Trayectoria

### Futbolista
Comenzó jugando en su tierra natal, en el Gimnástico Mercantil (1966-1969) y posteriormente en el Centre d'Esports Sabadell, a cuyo primer equipo se incorporó en 1972 para fichar dos años más tarde, en 1974, por el Atlético de Madrid, club con el que debutaría en Primera División y en el que jugaría diez temporadas.
Con el club madrileño disputó un total de 253 partidos, anotando 4 goles. Jugó 190 partidos en Primera División, marcando 3 goles, 42 en Copa (1 gol) y 21 encuentros de competiciones internacionales.
Marcó el gol 2.500 del Atleti en Liga; fue el 5 de octubre de 1980 en el Calderón, en un partido contra el Athetic Club que acabó 2-1. Su gol era el 1-1. Después, casi al final del partido, Rubio hizo el 2-1 definitivo merced a un penalti.

#### Selección española
Su debut como internacional tuvo lugar el 26 de octubre de 1977, en el Estadio Vicente Calderón de Madrid. En aquella ocasión la Selección española ganó por dos a cero a Rumanía, en un partido de clasificación para el Mundial 78. El seleccionador era László Kubala.
Jugó un total de trece partidos con la Selección, disputando la fase final del Mundial de Argentina 78.
Su último partido con España fue también ante Rumanía, el 4 de abril de 1979 en Craiova, en un encuentro de clasificación para la Eurocopa 1980 en el que los de Kubala empataron a dos con el equipo local.

### Entrenador
Tras colgar las botas, pasó a los banquillos. Fue asistente técnico de José Antonio Camacho en el Rayo Vallecano y el Sevilla. En la temporada 1993-94 entrenó, ya en solitario, al Cádiz Club de Fútbol, en Segunda División. Posteriormente lo haría con el Carabanchel y el Talavera, volviendo a actuar como ayudante, en esta ocasión de Fernando Zambrano en su club de toda la vida, el Atlético de Madrid en el año 2000. En junio de 2011 ficha por el Tomelloso CF, siendo cesado en octubre.

## Títulos
En sus diez años en el Atlético de Madrid, Marcelino ganó una Copa Intercontinental (1975), una Copa del Rey (1976) y una Liga (1976/77)